# Стшалковский, Ромек
Ромек (Роман) Стшалковский (пол. Romek (Roman) Strzałkowski; 20 марта 1943, Варшава — 28 июня 1956, Познань) — польский школьник, погибший в Познанском восстании 1956. В современной Польше почитается как «лицо Познанского июня».

## Семья и характер
Родился во время немецкой оккупации в семье подпольщиков Армии Крайовой (АК). Ян Стшалковский, отец Ромека, был активистом Союза вооружённой борьбы, участвовал в Варшавском восстании. Анна Стшалковская, мать Ромека, была связной AK. После Варшавского восстания Стшалковских депортировали в нацистскую Германию, Яна содержали в зандбостельском лагере для военнопленных.
После войны семья вернулась в Польшу. В 1950 поселились в Познани. Ян Стшалковский служил в налоговой инспекции, потом работал на предприятии мостостроения и стальных конструкций. Родители Ромека Стшалковского были убеждёнными противниками правящей компартии ПОРП и коммунистического государства ПНР, но не участвовали в вооружённом сопротивлении. Сына воспитывали в духе польского национал-патриотизма и католической религиозности.
Летом 1956 Ромек Стшалковский окончил шестой класс средней школы. Занимался в музыкальном училище, играл на фортепиано. Отличался энергичным, даже буйным характером, в школе считался «талантливым хулиганом». Немолодые родители очень заботились о позднем ребёнке, много помогали школе.

## Последний день

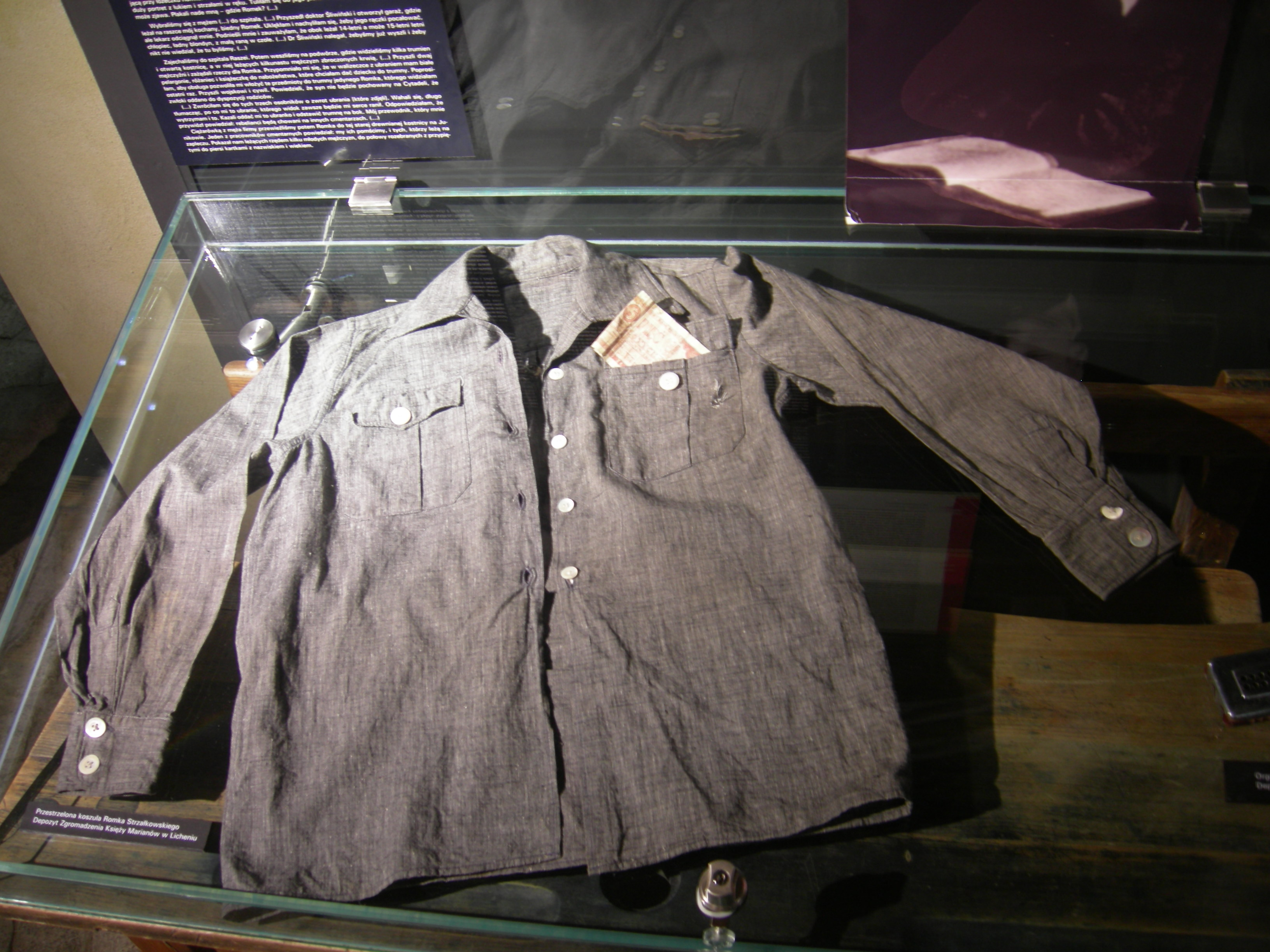
Простреленная рубашка Ромека Стшалковского

28 июня 1956 в Познани поднялись рабочие волнения, переросшие в городское восстание. Начавшись с социально-экономических требований, движение быстро обернулось массовым антикоммунистическим протестом . Власти бросили против протестующих крупные силы подавления — милицию, Комитет общественной безопасности (КОБ), Корпус внутренней безопасности, отряды курсантов, армейские подразделения. Стшалковские с утра слышали шум на улицах. На вопрос Ромека отвечали, что люди хотят лучше жить.
Утром Ромек Стшалковский, как обычно, вышел в магазин за продуктами. Анна Стшалковская, недавно перенесшая сердечный приступ, просила его возвращаться быстрее и ни в коем случае не включаться в уличные события. Однако Ромек встретил школьных друзей. Подростки увлеклись происходящим, решили разузнать побольше и присоединились к демонстрации рабочих завода имени Сталина. О магазине Ромек, по-видимому, забыл. В демонстрации он участвовал вполне осознанно, вместе с другими скандировал лозунги за свободу религии, против советских войск в Польше.
На улице Кохановского у здания КОБ произошло кровопролитное столкновение демонстрантов с офицерами госбезопасности. Поведение Ромека Стшалковского доподлинно не установлено. Есть свидетельства, что он держал плакат «Хотим религии в школах»; по другим данным, он подхватил польский флаг, который выронила раненая трамвайщица Хелена Пшибылек. Об этом говорил на судебном процессе адвокат Михал Гжегожевич, но данная информация носила противоречивый характер. Когда началась стрельба, Ромек попытался укрыться за стенами гаражей КОБ. Там он был смертельно ранен выстрелом в грудь.
Его обнаружила двадцатилетняя Тереза Шмит, впоследствии известная под псевдонимом Теофила Коваль. Молодая женщина работала на шинном заводе, но была связана с органами госбезопасности (обслуживала детей офицеров в лагере летнего отдыха). На месте событий она оказалась в поиске жениха — курсанта бронетанкового училища, привлечённого к подавлению восстания. Она позвала людей, раненого положили на носилки и доставили в больницу. Однако Ромек был уже мёртв.

## Расследование
После подавления Познанского восстания было начато официальное расследование событий. Власти намеревались сурово покарать участников антикоммунистического бунта. Среди многочисленных эпизодов была гибель Ромека Стшалковского. Первоначально следствие продвигало версию, что пулю, повлекшую его смерть, выпустил кто-то из протестующих.
Главным свидетелем выступала Тереза Шмит. Именно тогда она и получила защитный псевдоним Теофила Коваль: в городе распространились слухи, будто сотрудница КОБ убила ребёнка — из-за этого над Шмит нависла угроза самосуда. На следствии и судебных процессах Шмит-Коваль неоднократно меняла показания. Сначала она говорила, будто Ромек около гаража сжигал вещи, взятые в разгромленных квартирах сотрудников КОБ, и погиб от внезапного выстрела. Потом показывала, будто он был случайно застрелен на улице. Во всех случаях Коваль утверждала, будто выстрел якобы произведён в спину — то есть не со стороны здания КОБ, а от неизвестного, возможно, протестующего.
Однако экспертиза доказала, что ранение было получено не сзади в позвоночник, а спереди в грудь. Свидетельница запуталась до такой степени, что прокуратура предъявила ей обвинение в даче заведомо ложных показаний. В итоге было сочтено, что она «находилась в добросовестном заблуждении» и обвинение было снято. Впоследствии Институт национальной памяти (IPN) квалифицировал роль Теофилы Коваль как весьма сомнительную — возможно, с её помощью власти старались дезориентировать общественность и ложно обвинить протестующих.
В октябре 1956 первым секретарём ЦК ПОРП стал бывший политзаключённый Владислав Гомулка. Началась «Гомулковская оттепель». Официальная оценка Познанского восстания изменилась: рабочий протест был признан законным и справедливым, преследования участников прекратились (кроме нескольких человек, признанных виновными в убийстве офицера КОБ). Но одновременно прекратилось всякое выяснение обстоятельств событий, в том числе расследование убийства Ромека Стшалковского. Родители пытались добиться установления истины, но получили отказ. Анна Стшалковская даже не была допущена на приём к Гомулке. Над Стшалковскими установилось наблюдение СБ. Отец подавал заявление о выстреле неизвестного при посещении могилы Ромека.
Новое расследование — уже после отстранения от власти ПОРП и преобразования ПНР в Третью Речь Посполитую — предпринял IPN. Выяснение обстоятельств к тому времени сильно осложнилось. В 2005 умерла Теофила Коваль. Считается доказанным, что выстрел, повлекший смерть, был произведён со стороны здания КОБ, однако за давностью лет невозможно установить, была ли пуля прицельной либо случайной (проверяется также версия гибели в результате танкового залпа). В любом случае гибель школьника стала результатом действий сил подавления.

## Память
Похоронен Ромек Стшалковский на кладбище Юниково в Познани.
28 июня 1981 по инициативе профсоюза Солидарность в Познани был открыт памятник к 25-летию восстания. В церемонии участвовала Анна Стшалковская. (Ян Стшалковский скончался в 1980, Анна — в 1988, похоронены вместе с сыном.) В 1982—1986 подпольная «Солидарность» выпускала почтовые марки с изображением Ромека Стшалковского.
Из всех погибших в познанских событиях 1956 Ромек Стшалковский был младшим по возрасту. В современной Польше он почитается как «лицо Познанского июня». Его именем названа одна из познанских улиц. В Познани и Варшаве установлены мемориальные доски. «Мальчик со знаменем», вышедший на демонстрацию и погибший за свободу, стал персонажем народных легенд и поэтических произведений. Экспонатом Познанского Музея Июня 1956 является простреленная рубашка Ромека.